# Liste der Preisträger des Bocuse d’Or

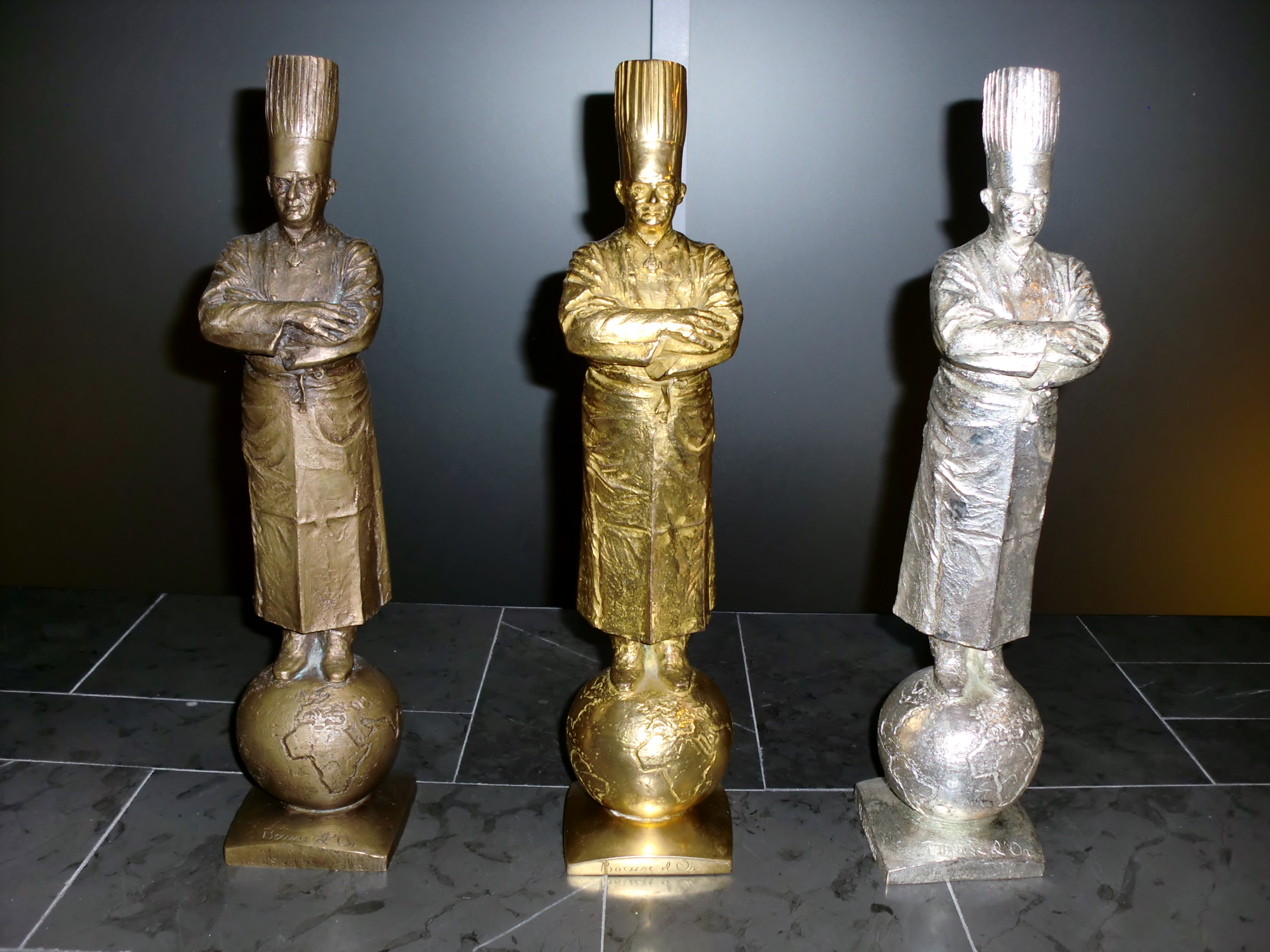
Die Trophäen des Bocuse d’Or

Diese Liste führt die Preisträger des internationalen Kochwettbewerbes Bocuse d’Or auf.

## Liste

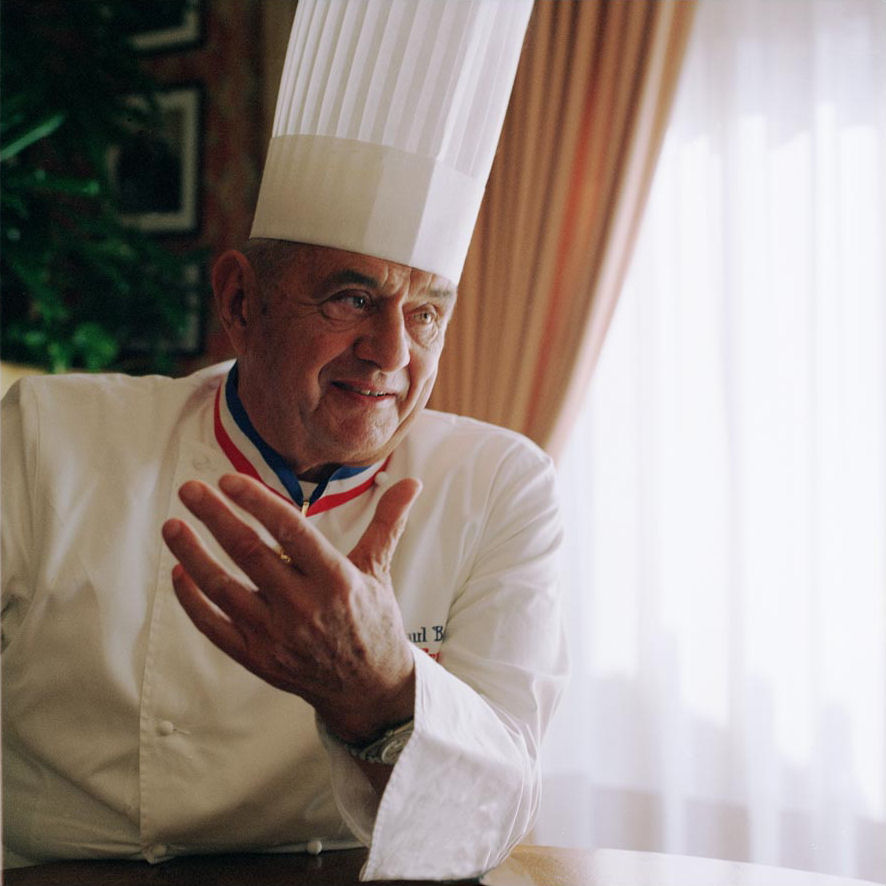
Der Schöpfer des Wettbewerbs: Paul Bocuse

| Jahr | Gold                | Silber                       | Bronze                    |
| ---- | ------------------- | ---------------------------- | ------------------------- |
| 1987 | Jacky Freon         | Michel Addons                | Hans Haas                 |
| 1989 | Léa Linster         | Pierre Paulus                | William Wai               |
| 1991 | Michel Roth         | Lars Erik Underthun          | Gert Jan Raven            |
| 1993 | Bent Stiansen       | Jens Peter Kolbeck           | Guy van Cauteren          |
| 1995 | Régis Marcon        | Melker Andersson             | Patrik Jaros              |
| 1997 | Mathias Dahlgren    | Roland Debuyst               | Odd Ivar Solvold          |
| 1999 | Terje Ness          | Yannick Alléno               | Ferdy Debecker            |
| 2001 | François Adamski    | Henrik Norström              | Hákon Már Örvarsson       |
| 2003 | Charles Tjessem     | Franck Putelat               | Claus Weitbrecht          |
| 2005 | Serge Vieira        | Tom Victor Gausdal           | Rasmus Kofoed             |
| 2007 | Fabrice Desvignes   | Rasmus Kofoed                | Franck Giovannini         |
| 2009 | Geir Skeie          | Jonas Lundgren               | Philippe Mille            |
| 2011 | Rasmus Kofoed       | Tommy Myllymäki              | Gunnar Hvarnes            |
| 2013 | Thibaut Ruggeri     | Jeppe Foldager               | Noriyuki Hamada           |
| 2015 | Ørjan Johannessen   | Philip Tessier               | Tommy Myllymaki           |
| 2017 | Mathew Peters       | Christopher William Davidsen | Viktor Andresson          |
| 2019 | Kenneth Toft-Hansen | Sebastian Gibrand            | Christian André Pettersen |
| 2021 | Davy Tissot         | Ronni Vexøe Mortensen        | Christian André Pettersen |
| 2023 | Brian Mark Hansen   | Filip August Bendi           | Bence Dalnoki             |

## Länderübersicht
Frankreich
- 1987: Jacky Freon
- 1991: Michel Roth – Hôtel Ritz in Paris
- 1995: Régis Marcon – Le Clos de Cîmes in Saint-Bonnet-le-Froid
- 1999: Yannick Alléno – Le Meurice in Paris
- 2001: François Adamski – Le Gabriel in Bordeaux
- 2003: Franck Putelat – Le Park Franck Putelat in Carcassonne
- 2005: Serge Vieira – Château de Couffour in Chaudes-Aigues
- 2007: Fabrice Desvignes – Kochlehrer in Paris
- 2009: Philippe Mille – Les Crayères in Reims
- 2013: Thibaut Ruggeri – Lenôtre in Paris
- 2021: Davy Tissot – Saisons in Écully

 Norwegen
- 1991: Lars Erik Underthun

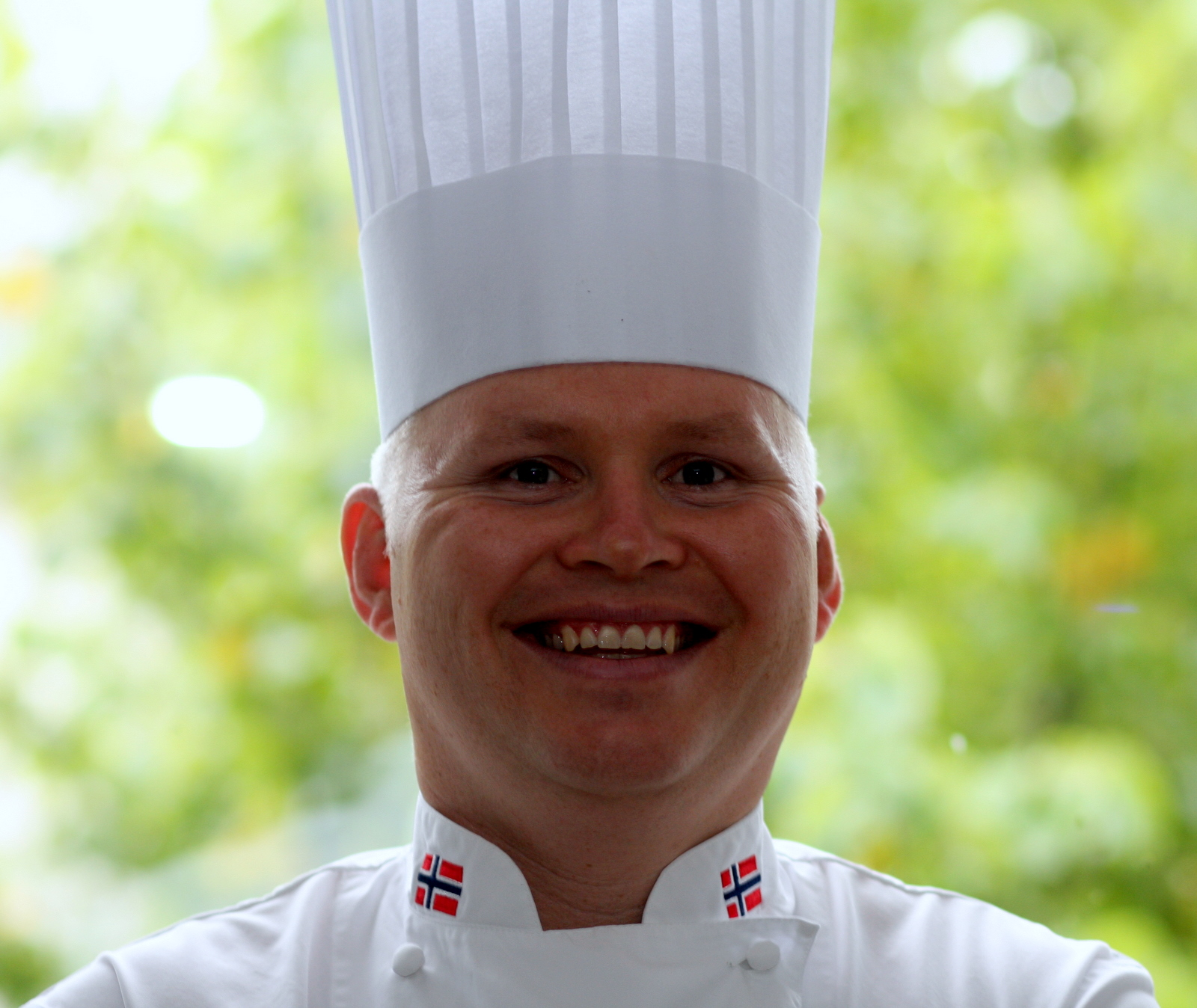
Charles Tjessem

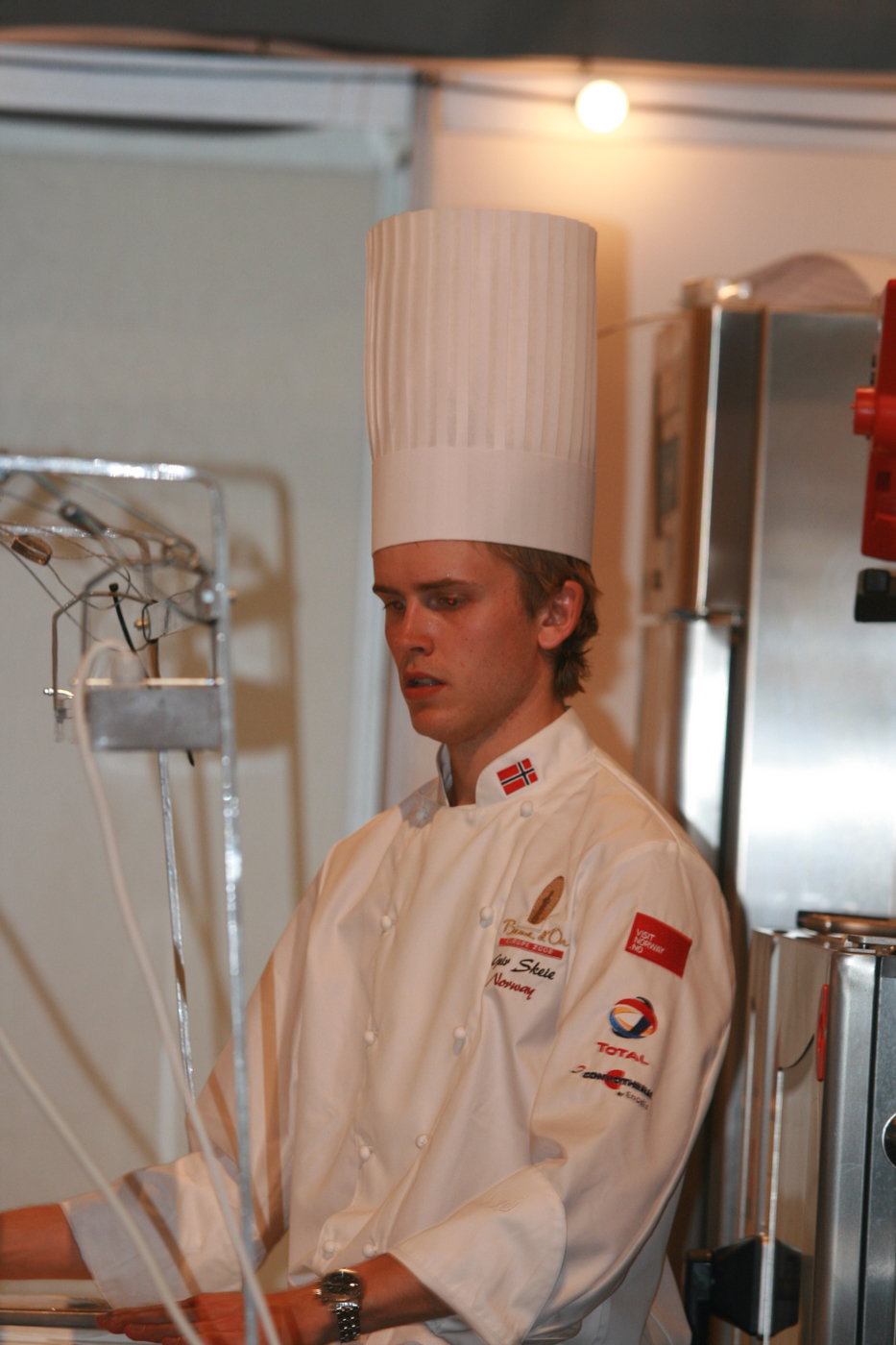
Geir Skeie

- 1993: Bent Stiansen – Statholdergaarden in Oslo
- 1997: Odd Ivar Solvold
- 1999: Terje Ness – Oro in Oslo
- 2003: Charles Tjessem
- 2005: Tom Victor Gausdal
- 2009: Geir Skeie
- 2011: Gunnar Hvarnes
- 2015: Ørjan Johannessen – Bekkjarvik Gjestgiveri in Austevoll
- 2017: Christopher William Davidsen
- 2019: Christian André Pettersen

 Schweden
- 1995: Melker Andersson
- 1997: Mathias Dahlgren – Bon Lloc in Stockholm
- 2001: Henrik Norström
- 2009: Jonas Lundgren
- 2011: Tommy Myllymäki – Sjön in Jönköping
- 2019: Sebastian Gibrand

 Dänemark
- 1993: Jens Peter Kolbeck
- 2005: Rasmus Kofoed
- 2007: Rasmus Kofoed
- 2011: Rasmus Kofoed
- 2013: Jeppe Foldager
- 2019: Kenneth Toft-Hansen
- 2023: Brian Mark Hansen

 Luxemburg

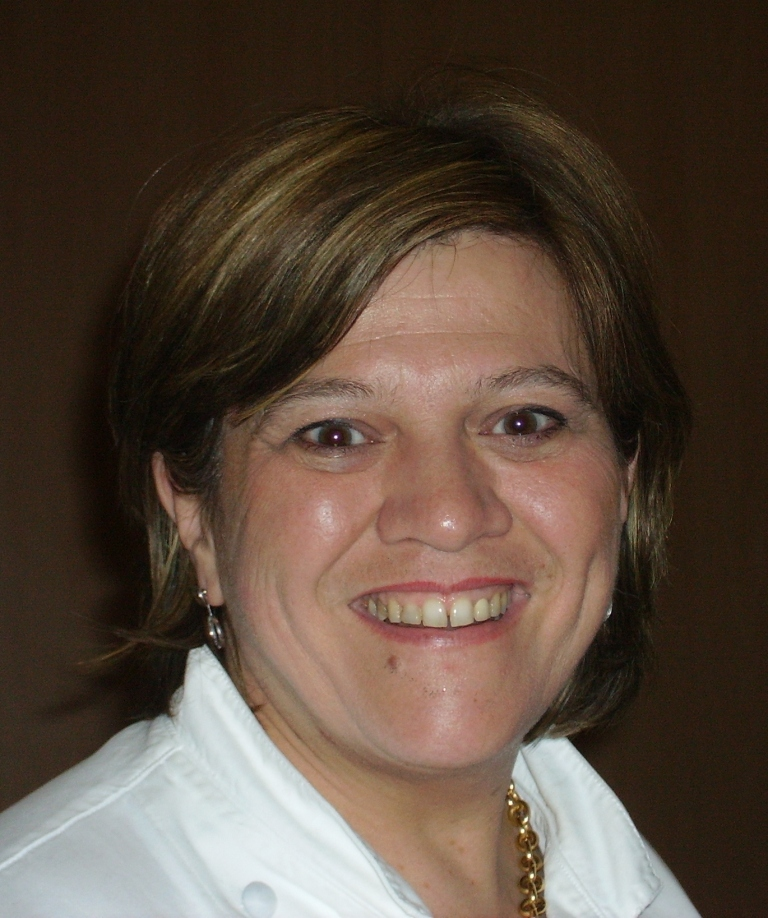
Léa Linster

- 1989: Léa Linster – Léa Linster in Frisingen

 Vereinigte Staaten
- 2017: Mathew Peters

 Belgien
- 1987: Michel Addons
- 1989: Pierre Paulus
- 1991: Gert Jan Raven
- 1993: Guy Van Cauteren
- 1997: Roland Debuyst
- 1999: Ferdy Debecker

 Deutschland
- 1987: Hans Haas
- 1995: Patrik Jaros
- 2003: Claus Weitbrecht

 Island
- 2001: Hákon Már Örvarsson
- 2017: Viktor Andresson

 Singapur
- 1989: William Wai

 Schweiz
- 2007: Frank Giovannini

 Japan
- 2013: Noriyuki Hamada

 Ungarn
- 2023: Bence Dalnoki

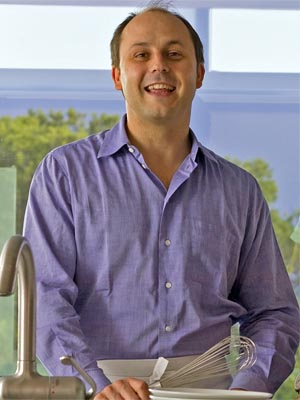
Patrik Jaros

Aus dieser Liste ergibt sich folgendes Gesamtbild:
| Platz | Land               | Gold | Silber | Bronze | Gesamt |
| ----- | ------------------ | ---- | ------ | ------ | ------ |
| 1     | Frankreich         | 8    | 2      | 1      | 11     |
| 2     | Norwegen           | 4    | 4      | 4      | 12     |
| 3     | Dänemark           | 2    | 4      | 1      | 7      |
| 4     | Schweden           | 1    | 5      | 0      | 6      |
| 5     | Luxemburg          | 1    | 0      | 0      | 1      |
| 5     | Vereinigte Staaten | 1    | 0      | 0      | 1      |
| 7     | Belgien            | 0    | 3      | 3      | 6      |
| 8     | Deutschland        | 0    | 0      | 3      | 3      |
| 9     | Island             | 0    | 0      | 2      | 2      |
| 10    | Singapur           | 0    | 0      | 1      | 1      |
| 11    | Schweiz            | 0    | 0      | 1      | 1      |
| 12    | Japan              | 0    | 0      | 1      | 1      |
| 13    | Ungarn             | 0    | 0      | 1      | 1      |